# میتوفاژی
میتوفاژی
میتوفاژی (میتوکندری خواری) یک تخریب انتخابی و هدفدار میتوکندری‌ها است؛ که در اصل نوعی اتوفاژی (خودخواری) محسوب می‌شود و زمانی اتفاق می‌افتد که در اثر استرس یا تخریبی، میتوکندری دچار نقص شود. متابولیسم میتوکندری‌ها به تولید محصولات فرعی می‌انجامد که سبب آسیب به DNA و ایجاد جهش در آن‌ها می‌شود. به این خاطر حفظ تعادل جمعیت میتوکندری‌های سالم یک مسئله مهم برای حیات سلول‌ها است.
تولید ATP (آدنوزین تری فسفات) به وسیله فسفریلاسیون اکسیداتیو منجر به تولید ROS (گونه‌های فعال اکسیژن) در میتوکندری‌ها می‌شود و به آن‌ها محصولات فرعی میتوکندری نیز می‌گویند که می‌توانند منجر به سمیت و مرگ سلولی شوند. به خاطر نقشی که میتوکندری‌ها در متابولیسم دارند، به این محصولات بسیار حساس و آسیب‌پذیر هستند.
میتوکندری‌های آسیب دیده سبب تخلیه ATP و آزاد سازی سیتوکرومC از آن‌ها می‌شود که همراه با فعال سازی کاسپازها و شروع آپپتوز است. به همین دلیل تخریب میتوکندری‌های آسیب دیده یک قدم مهم برای حفظ انسجام و پایداری سلول‌ها است.
میتوفاژی به وسیله دو پروتئین PINK1 و PARKIN تنظیم می‌شود.